# Бат рагби
Бат (енгл. Bath Rugby) је енглески рагби јунион клуб из града Бат (Самерсет) који се такмичи у Премијершип-у. Бат је један од најстаријих рагби клубова на свету, основан је 1865. Боје Бата су плава, црна и бела. Бат је клуб са дугом и лепом традицијом, 6 пута је био шампион Енглеске, једном је освојио челинџ куп, а највећи успех је остварио 1998. када је освојио титулу шампиона Европе победивши француски Брив. Највише утакмица за Бат одиграо је Дејвид Барнс - 183, највише есеја постигао је Мет Банахан - 44, а највише поена постигао је Оли Баркли - 1463.
- Куп европских шампиона у рагбију

- Освајач (1) : 1998.

- Куп европских изазивача у рагбију

- Освајач (1) : 2008.

- Премијершип

- Шампион (6) : 1989, 1991, 1992, 1993, 1994, 1996.

Први тим
Том Хомер
Лук Арскот
Ентони Вотсон
Мет Банахан
Хорасио Агула
Џонатан Џозеф
Оли Девото
Кил Истмонд
Рис Пристланд
Џорџ Форд
Никола Матавулу
Џонатан Еванс
Крис Кук
Гај Мерсер
Френсоис Лоув
Сем Бурџес
Вил Спенсер
Стјуарт Хупер - капитен
Доминик Деј
Дејвид Вилсон
Анри Томас
Нејтан Кет
Роб Вебер
Рос Бети